# Erannis seminigraria
Erannis seminigraria är en fjärilsart som beskrevs av Uffeln 1922-1924. Erannis seminigraria ingår i släktet Erannis och familjen mätare. Inga underarter finns listade i Catalogue of Life.